# Violeta Barrios de Chamorro
Violeta Barrios de Chamorro (Rivas (Nicaragua), 18 oktober 1929 – San José (Costa Rica), 14 juni 2025) was een Nicaraguaans politica. Ze was president van Nicaragua van 1990 tot 1997.
Ze was de echtgenote van Pedro Chamorro, een tegenstander van de dictatuur van de familie Somoza. Nadat hij in 1978 was vermoord, nam ze zijn krant La Prensa over. Ze nam deel aan de revolutie in 1979 waarbij de laatste Somoza werd verjaagd, en werd lid van het door de Sandinisten geleide Comité van Nationale Wederopbouw. Een jaar later nam ze echter ontslag omdat ze het niet eens was met de grote macht die de Sandinisten hadden. Zij en La Prensa keerden zich tegen de Sandinisten en Daniel Ortega. De krant kreeg meerdere malen met censuur te maken, en de Sandinisten beschuldigden haar van het samenwerken met de Verenigde Staten teneinde de regering omver te werpen.
In 1990 leidde Chamorro een coalitie van 14 politieke partijen voor de presidentsverkiezingen. Ze wist 55% van de stemmen te halen en versloeg daarmee Ortega. Ze werd de eerste vrouwelijke president van Nicaragua, tot 1997 toen Arnoldo Alemán haar opvolgde.
De zoon van Pedro en Violeta, Carlos Fernando Chamorro, werd ook journalist. Hij werkte in de jaren tachtig als hoofdredacteur van de sandinistische krant Barricada, die gold als de stem van Ortega. Maar toen de laatste in 2006 weer aan de macht kwam, koos Chamorro jr. voor de oppositie. Hij beschuldigde in een tv-uitzending kringen rond de president van corruptie, en kreeg sindsdien te maken met aan hem gerichte haatcampagnes van de Sandinisten.
Violeta Chamorro overleed op 14 juni 2025 op 95-jarige leeftijd.
- Biblioteca Nacional de España: XX1235774
- Bibliothèque nationale de France: cb13517906w (data)
- Gemeinsame Normdatei: 119502054
- International Standard Name Identifier: 0000 0001 1443 1096
- Library of Congress Control Number: n89618641
- National Archives and Records Administration: 10572613
- Nationale Bibliotheek van Israël: 987007383165005171
- Nederlandse Thesaurus van Auteursnamen: 155635808
- SNAC: w6ht64k9
- Système universitaire de documentation: 122286537
- Virtual International Authority File: 45906698
- WorldCat: E39PBJB4hHHMCvMFPtTc3C9kXd